# Вернадит
Вернадит (назван в честь российского, украинского и советского учёного Владимира Вернадского) — минерал, из группы псиломелана — вада, вероятно, близок H2MnO3+H2O. Аморфен. Агрегаты: сплошные массы, натёчные выделения, корки. Чёрный, блеск смоляной. Твердость по Моосу — от 2 до 6. Удельный вес 3 — 3,3. Продукт изменения силикатов и карбонатов Mn в зонах окисления.